# Dugny
Dugny – miejscowość i gmina we Francji, w regionie Île-de-France, w departamencie Sekwana-Saint-Denis.
Według danych na rok 1990 gminę zamieszkiwało 8361 osób, a gęstość zaludnienia wynosiła 2149 osób/km² (wśród 1287 gmin regionu Île-de-France Dugny plasuje się na 256. miejscu pod względem liczby ludności, natomiast pod względem powierzchni na miejscu 759.).
Na obszarze gminy Dugny położone jest częściowo podparyskie Lotnisko Le Bourget.

Położenie Dugny w ramach aglomeracji paryskiej